# Cẩm La
Cẩm La là một xã thuộc thị xã Quảng Yên, tỉnh Quảng Ninh, Việt Nam.
Xã Cẩm La có diện tích 4,2 km², dân số năm 1999 là 4276 người, mật độ dân số đạt 1018 người/km².